# Rea Galanaki
Rea Galanaki (auch Rhea Galanaki, griechisch Ρέα Γαλανάκη, * 1947 in Iraklio) ist eine griechische Schriftstellerin, die Romane, Erzählungen sowie Gedichte verfasst und als eine der Gründerinnen der griechischen Schriftstellervereinigung (Εταιρείας Συγγραφέων) das literarische Geschehen ihrer Heimat gestalten half.

## Leben und Karriere
Rea Galanaki wurde als Tochter von Ekaterini Papamataiaki und Emmanuil Galanakis auf Kreta geboren. Ihre Eltern hatten beide im Ausland Medizin studiert und legten großen Wort auf die Bildung ihrer Kinder. Nach eigenen Angaben lernte Rea Galanaki in ihrer Kindheit und Jugend das Konzept der Gleichberechtigung, die Redefreiheit und den Mut zur Demokratie kennen. Schon früh hatte sie das Verlangen, Schriftstellerin zu werden. Nach der Schule studierte sie ab 1965 in Athen Archäologie und Geschichte. 1967 heiratete sie in erster Ehe Nikos Giannadakis. Nachdem sie ihr Studium 1971 abgeschlossen hatte, veröffentlichte sie anfangs während der Griechischen Militärdiktatur ihre Arbeit in antidiktatorischen Zeitschriften. In den 70er Jahren zog sie nach Patras, wo sie lange Zeit lebte, heute wohnt sie jedoch in Athen und ist mit Ilias Kouvelas verheiratet. Bei der griechischen Parlamentswahl 2019 stand Rea Galanaki auf der Kandidatenliste der SYRIZA-Partei.
Ihre Werke wurden in zahlreiche Sprachen übersetzt, unter anderem ins Englische, Französische, Deutsche, Spanische, Italienische, Niederländische, Tschechische, Bulgarische, Schwedische, Türkische, Arabische, Chinesische, Hebräische, Albanische, Katalanische und Ukrainische. Als erster griechischer Roman wurde «Ο βίος του Ισμαήλ Φερίκ πασά.» ‚Das Leben des Ismail Ferik Pascha‘ in die UNESCO-Sammlung repräsentativer Werke aufgenommen. Mit dem Roman «Ελένη ή ο Κανένας» ‚Eleni oder der Niemand‘ war sie 1999 für den europäischen Literaturpreis Prix Aristeion nominiert. Auszüge aus ihren Romanen Eleni oder der Niemand sowie Das Leben des Ismail Ferik Pascha wurden in Neugriechisch-Schulbüchern des griechischen Gymnasiums und Lyzeums abgedruckt. 2022 wurde Die extreme Demütigung auch als Theaterstück adaptiert und in Athen aufgeführt.

## Auszeichnungen
- 1987 Nikos-Kazantzakis-Preis der Stadt Iraklio[1]
- 1994 Aufnahme des Romans Das Leben des Ismail Ferik Pascha als erster griechischsprachiger Roman in die UNESCO-Sammlung repräsentativer Werke[1]
- 1999 Staatlicher Literaturpreis (Βραβείο μυθιστορήματος) für ihren Roman Eleni oder der Niemand[9]
- 2003 Kostas und Eleni Ourani Preis der Akademie von Athen für Das Jahrhundert der Labyrinthe[1]
- 2005 Staatlicher Literaturpreis (Βραβείο Διηγήματος-Νουβέλας) für ihre Erzählung Ένα σχεδόν γαλάζιο χέρι (Eine fast blaue Hand)[9]
- 2006 Leserpreis des Nationalen Buchzentrums (Εθνικό Κέντρο Βιβλίου)[1]
- 2019 von den Balkanländern ausgelobter Balkanika Literary Award für ihr Buch Die extreme Demütigung (Η Άκρα Ταπείνωση)
- 2022 Eupoieia-Orden in Gold (Χρυσός Σταυρός του Τάγµατος της Ευποιίας), durch die Staatspräsidentin Katerina Sakellaropoulou verliehener Orden für ihren Beitrag zur Literatur[1]
- 2023 Großer Literaturpreis (Μεγάλο Βραβείο Γραμμάτων) für ihren gesamten Beitrag zur griechischen Literatur[10]

## Veröffentlichungen (Auswahl)
- Το κέικ (Der Kuchen). Poesie, Kedros Verlag, Athen 1980.
- Πού ζει ο λύκος; (Wo lebt der Wolf?). Poesie. 1982. Neuauflage vom Kastaniotis Verlag, Athen 2024, ISBN 978-960-03-7261-8.
- Θα υπογράφω Λουί (Ich unterschreibe mit Louis) 1993.
- Ελένη ή ο Κανένας (Eleni oder der Niemand). Αgra Verlag, Athen 1998, ISBN 960-325-253-0.
- Ο βίος του Ισμαήλ Φερίκ πασά. 1998. Neuauflage vom Kastaniotis Verlag, Athen 2010, ISBN 978-960-03-4618-3.
  - Das Leben des Ismail Ferik Pascha. Roman, übersetzt von Michaela Prinzinger. Suhrkamp 2001, ISBN 3-518-41289-2.
- Ο Αιώνας των Λαβυρίνθων (Das Jahrhundert der Labyrinthe). Kastaniotis Verlag, Athen 2009, ISBN 978-960-03-4992-4.
- Αμίλητα βαθιά νερά (Stille tiefe Gewässer). Roman. Kastaniotis Verlag, Athen 2006, ISBN 960-03-4180-X.
- Φωτιές του Ιούδα, στάχτες του Οιδίποδα (Das Feuer des Judas, die Asche des Ödipus). Roman. Kastaniotis Verlag, Athen 2009, ISBN 978-960-03-4992-4.
- Η Άκρα Ταπείνωση (Die extreme Demütigung). Kastaniotis Verlag, Athen 2015, ISBN 978-960-03-5882-7.
- Δυο γυναίκες, δυο θεές (Zwei Frauen, zwei Göttinnen). Kastaniotis Verlag, Athen 2017, ISBN 978-960-03-6273-2.
- Εμμανουήλ και Αικατερίνη (Emmanuil und Ekaterini). Kastaniotis Verlag, Athen 2022, ISBN 978-960-03-6993-9.